# Pedro Emmert
Pedro Emmert (* 11. Juni 2002) ist ein argentinischer Sprinter, der sich auf den 400-Meter-Lauf spezialisiert hat.

## Sportliche Laufbahn
Erste Erfahrungen bei internationalen Meisterschaften sammelte Pedro Emmert im Jahr 2021, als er bei den U20-Südamerikameisterschaften in Lima in 1:51,70 min die Silbermedaille im 800-Meter-Lauf gewann und sowohl mit der argentinischen 4-mal-100-Meter- als auch mit der 4-mal-400-Meter-Staffel die Bronzemedaille gewann und mit der Mixed-Staffel auf Rang vier gelangte. Im Jahr darauf belegte er bei den U23-Südamerikameisterschaften in Cascavel in 1:50,13 min den vierten Platz über 800 Meter und siegte mit der 4-mal-400-Meter-Staffel in 3:04,39 min. 2023 belegte er bei den Südamerikameisterschaften in São Paulo in 47,50 s den siebten Platz im 400-Meter-Lauf und gewann mit der Staffel in 3:05,76 min gemeinsam mit Bruno De Genaro, Julián Gaviola und Elián Larregina die Bronzemedaille hinter den Teams aus Venezuela und Brasilien. Im November gelangte er bei den Panamerikanischen Spielen in Santiago de Chile mit 3:15,69 min auf Rang acht mit der Staffel.
2022 wurde Emmert argentinischer Meister in der 4-mal-400-Meter-Staffel und 2023 über 400 Meter.

## Persönliche Bestzeiten
- 400 Meter: 46,61 s, 29. Juli 2023 in São Paulo
- 800 Meter: 1:50,13 min, 29. September 2022 in Cascavel